# Martin Heinrich Klaproth
Martin Heinrich Klaproth (Wernigerode, Brandeburgo, Alemania, 1 de diciembre de 1743 - Berlín, Alemania, 1 de enero de 1817) fue un químico alemán. Descubrió el uranio (1789), el circonio (1789), el titanio (1795) y el telurio (1798), ya que aisló este último metal y le dio ese nombre, pero el descubrimiento se atribuyó a Müller.  

## Semblanza
Durante gran parte de su vida siguió la profesión de farmacéutico. Después de ser ayudante en farmacias en Quedlinburg, Hannover, Berlín y Danzig sucesivamente, fue a Berlín luego de la muerte de Valentin Rose (su jefe) en 1771 y se encargó de su negocio. En 1780 comenzó un establecimiento por su propia cuenta en la misma ciudad, donde a partir de 1782 fue ascendido a asesor farmacéutico del Ober-Colegio Medicum. 
En 1787 lo designaron conferenciante en química de la artillería real, y cuando la universidad fue fundada en 1810, lo eligieron para ser profesor de química. Durante esta época como profesor, escribió y publicó un diccionario sobre química.
Murió en Berlín en la mañana del 1 de enero de 1817. 
Klaproth fue el principal químico de su tiempo en Alemania. Un trabajador exacto y concienzudo, que hizo mucho para mejorar y para sistematizar los procesos de la química analítica y de la mineralogía. Su aprecio del valor de métodos cuantitativos lo condujo a convertirse en uno de los adherentes más tempranos de las doctrinas de Lavoisier fuera de Francia. Descubrió el uranio, el circonio y el titanio, y los caracterizó como elementos distintos. Aunque no obtuvo estos elementos en estado metálico puro aclaró la composición de las sustancias conocidas hasta entonces, incluyendo los compuestos de los elementos entonces conocidos: telurio, estroncio, cerio y cromo. 
Sus trabajos, más de 200, fueron reunidos en los Beiträge zur chemischen Kenntnis der Mineralkörper (Contribuciones al conocimiento químico de los cuerpos minerales, 5 volúmenes, 1795-1810) y en diversos escritos y teorías sobre la química orgánica y la química inorgánica.

## Obra
- Chemische Untersuchung der Mineralquellen zu Carlsbad. Berlín 1790 (en línea)

- Beiträge zur chemischen Kenntnis der Mineralkörper, 6 vols. Berlín 1795-1815.  en línea en Universidad y biblioteca de Düsseldorf, vol. 1; 2; 3; 4; 5
- Chemisches Wörterbuch, con Wolff, 5 vols. 1807-1810 (en línea)
  - 1. A - D. 1807
  - 2. E - J. 1807
  - 3. K - O. 1808
  - 4. P - Sch. 1809
  - 5. Se - Z. 1810
  - Supl. 1. 1816
  - Supl. 2. 1816
  - Supl. 3. 1817
  - Supl. 4. 1819
- Revisión de Handbuchs der Chemie de Friedrich Albrecht Carl Gren

## Eponimia
- El cráter lunar Klaproth lleva este nombre en su memoria.